# Sciara crassicornis
Sciara crassicornis är en tvåvingeart som beskrevs av Frederick Askew Skuse 1890. Sciara crassicornis ingår i släktet Sciara och familjen sorgmyggor. Inga underarter finns listade i Catalogue of Life.